# Кравченко Любов Миколаївна (депутат ВР УРСР)
Любов Миколаївна Кравченко (нар. 18 травня 1949, село Довгалівське, тепер село Троїцьке Рокитнянського району Київської області) — українська радянська діячка, машиніст електромостового крана Дніпропетровського заводу важких пресів. Депутат Верховної Ради УРСР 9—10-го скликань.

## Біографія
Освіта середня спеціальна.
З 1967 року — машиніст електромостового крана Дніпропетровського заводу важких пресів.
Потім — на пенсії в місті Дніпропетровську (тепер — Дніпрі).

## Нагороди
- ордени
- медалі